# اکتای براهنی
اُکتای بَراهِنی (زادهٔ ۲۲ اردیبهشت ۱۳۵۳) نویسنده و کارگردان ایرانی-کانادایی است. او نخستین فرزند رضا براهنی، شاعر و سخن‌دان و برادر ارسلان براهنی نویسنده و کارگردان است.

## تحصیلات
وی تحصیلات مهندسی صنایع خود را در ایران نیمه‌تمام رها کرد و بعد از مهاجرت به کانادا از دانشگاه یورک تورنتو در رشته سینما فارغ‌التحصیل شد. نخستین فیلم بلند او، پل خواب، در بخش نگاه نوی جشنواره فیلم فجر سال ۱۳۹۴ به نمایش درآمد و در دی ۱۳۹۶ اکران عمومی آن آغاز شد. وی به کار روزنامه‌نگاری نیز پرداخته است.

## انتقاد از وزارت ارشاد
وی در گفتگو با ایلنا، در پاسخ به سؤالی که دربارهٔ موضع اتخاذشده از سوی وزارت ارشاد در برابر تولید فیلم‌هایش چنین عنوان کرد:
اوایل در ظاهر امر اینگونه رفتار می‌شد که انگار فیلمنامه‌ها مشکل دارند اما در روند ساخت فیلم متوجه شدم که پسر رضا براهنی بودن تأثیر زیادی دارد. بالاخره من تا خودم را معرفی می‌کنم، بحث پدرم و مواضع او مطرح می‌شود. افراد از دور فکر می‌کنند که چقدر خوب است که مدام پدرم را از من پیگیری می‌کنند ولی واقعیت این است که پسر رضا براهنی بودن به من لطمه زده است. من رزومه‌ای برای خودم ساختم و اگر کسی رزومه‌ای برای خود نساخته باشد و فقط بخواهد از رزومه پدر و مادرش استفاده کند، کار برایش آسانتر است اما برای من که در کانادا سینما خوانده بودم و آرام آرام فعالیت خودم را شروع کرده‌ام تا به فیلم اولم برسم و می‌خواستم مانند یک فرد عادی رفتار کنم بسیار سخت بود. من تقریباً هم‌دوره کاهانی بودم و زمانی که من درخواست پروانه ساخت دادم کاهانی فیلم اولش را ساخته بود و امروز کاهانی سینماگر معروفی شده و من همچنان به دنبال پروانه ساخت هستم. شاید اگر من پسر رضا براهنی نبودم راحت‌تر می‌توانستم فیلم بسازم. اوایل مسئولان ارشاد تصور می‌کردند که من می‌خواهم فیلمی بسازم و فقط آن را در جشنواره‌های خارجی نمایش دهم بعد که متوجه شدند من فیلم را برای داخل می‌سازم و می‌خواهم آن را اکران کنم، برخوردشان کمی بهتر شد هرچند همچنان هر کاری که می‌کنم با عنوان پسر رضا براهنی مورد قیاس قرار می‌گیرم.

## آثار
| سال  | عنوان اثر        | نوع        | نویسنده | کارگردان        |
| ---- | ---------------- | ---------- | ------- | --------------- |
| ۱۳۸۷ | خطاب به پروانه‌ها | مستند      | آری     | آری             |
| ۱۳۹۲ | کاناپه           | فیلم کوتاه | آری     | آری             |
| ۱۳۹۳ | تولد داماد       | فیلم کوتاه | آری     | آری             |
| ۱۳۹۴ | پل خواب          | فیلم بلند  | آری     | آری             |
| ۱۳۹۷ | لتیان            | فیلم بلند  | آری     | علی تیموری      |
| ۱۳۹۸ | عنکبوت           | فیلم بلند  | آری     | ابراهیم ایرج‌زاد |
| ۱۴۰۰ | پیرپسر           | فیلم بلند  | آری     | آری             |